# Papa Leão VII
Leão VII (Roma, 895 - Roma, 13 de julho de 939), provavelmente Monge Beneditino, era abade de São Sisto quando foi eleito o 126.º Papa da Igreja Católica em 3 de janeiro de 936, por influência de Alberico II, príncipe e senador de Roma. Hugo, ostentando o título de rei de Itália (Lombardia) disputava o poder de Alberico, pelo que cercou Roma. Leão sabendo que o abade de Cluny, Odon, tinha certa influência sobre os dois, aconselhou-o a dirimir a disputa. Para tanto bastou o casamento entre Alberico e Alda, filha de Hugo, o que levou a um interregno entre os beligerantes.
As bulas papais consistiram na sua maior parte em garantir privilégios a vários mosteiros, especialmente aos da Ordem de Cluny. Escreveu aos bispos de França e da Alemanha dando directrizes para empreender uma reforma monástica. Não permitiu ao arcebispo Frederico de Mainz (Alemanha) baptizar judeus à força, mas autorizou a expulsão das cidades, daqueles que recusavam abraçar o cristianismo.
Tentou estabelecer o celibato sacerdotal e lutou contra o fenómeno dos bruxos e adivinhos.
Mandou reedificar o antigo Cenóbio, perto da Igreja de São Paulo, fora das muralhas de Roma. A sua morte ocorreu em 13 de julho de 939, após um ataque cardíaco. A circunstância de sua morte é incerta, apesar de relatos afirmarem que ele morreu de um ataque cardíaco em encontro com sua amante.
Depois de sua morte, em julho 939, Leo VII foi enterrado na Basílica de São Pedro.